# Los Carteros (métro de Séville)
Los Carteros est une future station de la ligne 3 du métro de Séville. Elle sera située sous le rond-point de Berrocal, dans le district Nord, à Séville.

## Situation sur le réseau
Établie en souterrain, Los Carteros sera une station de passage de la ligne 3 du métro de Séville. Elle sera située après Los Mares, en direction du terminus nord de Pino Montano Norte, et avant San Lázaro, en direction du terminus sud de Hospital de Valme.

## Histoire
L'emplacement de la station est présenté au public le 13 janvier 2022, lors du dévoilement du projet définitif du tronçon nord de la ligne 3.